# Enferma de amor
«Enferma de amor» es una canción y el primer sencillo del grupo de pop mexicano Jeans (hoy JNS) que fue publicado en el mes de noviembre de 1997 como parte segundo álbum de estudio ¿Por que disimular?.

## Otros usos
- El tema fue vuelto a grabar por el grupo en su álbum recopilatorio en vivo, Dejavu en 2015, usando una nueva mezcla en la música, esto en voz de Angie, Regina, Karla y Melissa actules integrantes del grupo (ahora denominado JNS) a dueto con Litzy, integrante e intérprete original del grupo y tema.[5][6]

- Esta canción junto a Pepe, Me pongo mis jeans y Estoy por él, formaron parte del musical mexicano Verdad o reto, estrenado en el 2016 y está basado en canciones populares de los años 90 en México.[7]
- Esta canción también forma parte del álbum recopilatorio de grandes éxitos Lo mejor de Jeans, lanzado a principios del año 2000.
- También formó parte de los 90's Pop Tour junto con otros éxitos más de la cantante y de otros artistas y grupos musicales que marcaron esta década.[8]

## Lista de canciones

### Descarga digital[9]
| Enferma de amor — Single |                   |          |  |
| N.º                      | Título            | Duración |  |
| 1.                       | «Enferma de amor» | 4:33     |  |

## Posicionamiento en listas
| Lista                 | Posición |
| --------------------- | -------- |
| México Top 100        | 41       |
| México Top 200 (90's) | 143      |